# Унгбо, Жильбер
Жильбер Фоссун Унгбо (фр. Gilbert Fossoun Houngbo; род. 4 февраля 1961) — тоголезский политик. Премьер-министр Того с 8 сентября 2008 по 23 июля 2012 года.
Имеет степень в области управления бизнесом, полученную в Университете Ломе, а также степень в области бухгалтерского учёта и финансов из Университета Квебека в Труа-Ривьере в Канаде. Он является членом Канадского института дипломированных бухгалтеров.
Унгбо был членом Программы развития ООН (ПРООН). Затем, 29 декабря 2005 года, генеральный секретарь ООН Кофи Аннан назначил его помощником генерального секретаря ООН, помощником администратора Программы развития ООН и директором Регионального бюро ПРООН для Африки.
7 сентября 2008 года президент Фор Гнасингбе назначил Унгбо премьер-министром Того. Он сменил Комлана Малли, который ушёл в отставку двумя днями ранее. Унгбо вступил в должность премьер-министра 8 сентября. До своего назначения премьер-министром он был сравнительно малоизвестной фигурой в Того и его назначение стало неожиданностью.
В январе 2022 года стал новым председателем правления Института управления природными ресурсами (NRGI).
25 марта 2022 года Гилберт Унгбо был избран генеральным директором Международной организации труда (МОТ) и вступил в должность 1 октября 2022 года, Жильбер Унгбо является первым тоголезцем и первым лицом африканского происхождения, назначенным на эту должность..